# Liste der Baudenkmale in Kawhia
Die Liste der Baudenkmale in Kawhia umfasst alle vom New Zealand Historic Places Trust (NZHPT) als „Historic Place“ oder „Historic Area“ eingestuften Baudenkmale und Flächendenkmale der neuseeländischen Ortschaft Kawhia. Die Angaben stammen aus dem Register des NZHPT. Die Bezeichnungen der Baudenkmale orientieren sich an diesem Register. In die Liste werden auch bekannte Wahi Tapu (Area), kulturell und religiös bedeutsame Stätten und Gebiete der Māori, aufgenommen. Sie werden jedoch meist nicht publiziert.

| Bild | Bezeichnung      | Ort    | Anschrift                                    | Beschreibung                                                      | Bauzeit | Eintrag       | Nummer | Kat. |
| ---- | ---------------- | ------ | -------------------------------------------- | ----------------------------------------------------------------- | ------- | ------------- | ------ | ---- |
| BW   | Rosamond House   | Kawhia | 35 Rosamond Terrace und Hoturoa Street Karte | Villa                                                             | 1901    | 8. Mai 2009   | 0737   | 2    |
|      | Te Waihoanga     | Kawhia | Harbour Road                                 | für die Māori bedeutsame Stätte                                   | n.a.    | 24. Juni 2004 | 7562   | WT   |
|      | Motutara         | Kawhia | Kawhia Harbour                               | für die Māori bedeutsame Stätte                                   | n.a.    | 21. Juni 2007 | 7721   | WTA  |
| BW   | Te Papa o Karewa | Kawhia | Kaora Street, Karewa Beach Karte             | 2 Haine aus Pohutukawa-Bäumen, Tunnel, Landeplatz des Tainui Waka | n.a.    | 25. Juni 2009 | 9425   | WTA  |